# Парламентарни избори в Република Македония (2014)
Парламентарните избори в Република Македония през 2014 година са проведени на 27 април, с което се съставя деветото правителство на страната. Изборите съвпадат с втория тур от президентските избори, поради което са тясно преплетени с тях.
Управляващата ВМРО-ДПМНЕ на премиера Никола Груевски печели убедително изборите, но не успява да постигне абсолютно мнозинство. В 123-членното Събрание той разполага с 61 депутати, включително с двама „представители на диаспората“, избрани само с по около хиляда гласа (третият задграничен депутат също е от ВМРО-ДПМНЕ, избран с 4512 гласа).
Опозицията около СДСМ отказва да признае резултатите от изборите и да заеме спечелените места в парламента.
В резултат на изборите новото Събрание на 19 юли 2014 г. избира деветото правителство на РМ, което е четвърти пореден кабинет на Никола Груевски.

## Резултати
| Партия или коалиция | Лого | Гласове   | Процент | Места | +/- места спрямо преди |
| --- | ---- | --------- | ------- | ----- | ---------------------- |
| ВМРО-ДПМНЕ и коалиция (Социалистическа партия на Македония, Демократически съюз, Демократично обновление на Македония (ДОМ), Партия на обединените демократи на Македония (ПОДЕМ), Демократическа партия на сърбите в Македония, Партия на власите от Македония, Демократическа партия на турците в Македония, Демократическа бошняшка партия, Партия на демократическата акция на Македония, Съюз на ромите от Македония, Партия за интеграция на ромите, Демократични сили на ромите, Обединена партия за равенство на ромите, Демократическа партия на ромите, Обединени роми от Македония, ВМРО–Демократическа партия, Трайно македонско радикално обединение (ТМРО), ТМОРО (Татковинска македонска организация за радикално обновление) – Вардар - Егей - Пирин, Македонски алианс, Нова либерална партия, Социалдемократическа уния, Партия на справедливостта и Работническо-земеделска партия на Република Македония). |      | 481 615   | 42.97   | 61    | 5                      |
| СДСМ и коалиция (Либерално-демократическа партия (ЛДП), Нова социалдемократическа партия (НСДП), Обединени за Македония, Сръбска партия в Македония, Демократически съюз на власите в Македония, Партия на турците в Македония, Санджашка лига и Партия за цялостна еманципация на ромите). |      | 283 955   | 25.34   | 34    | 8                      |
| Демократичен съюз за интеграция |      | 153 646   | 13.71   | 19    | 4                      |
| Демократическа партия на албанците |      | 66 393    | 5.92    | 7     | 1                      |
| Национално демократично възраждане |      | 17 783    | 1.59    | 1     | 1                      |
| ГРОМ |      | 31 610    | 2.82    | 1     | 1                      |
| ВМРО Народна партия |      | 16 772    | 1.50    | 0     | Безизменение           |
| Алианс за позитивна Македония |      | 10 566    | 0.94    | 0     | Безизменение           |
| Достойнство за Македония |      | 9265      | 0.83    | 0     | Безизменение           |
| Социалдемократическа партия на Македония |      | 4700      | 0.42    | 0     | Безизменение           |
| Народно движение за Македония |      | 1925      | 0.17    | 0     | Безизменение           |
| Партия за европейско бъдеще |      | 3194      | 0.28    | 0     | Безизменение           |
| Партия за икономически промени 21 |      | 1281      | 0.11    | 0     | Безизменение           |
| Партия за демократичен просперитет |      | 385       | 0.03    | 0     | Безизменение           |
| Общо |      | 1 120 744 | 100     | 123   | Безизменение           |